# Apatura kansuensis
Apatura kansuensis är en fjärilsart som beskrevs av Bang-haas 1933. Apatura kansuensis ingår i släktet Apatura och familjen praktfjärilar. Inga underarter finns listade i Catalogue of Life.